# Azorella microphylla
Azorella microphylla är en växtart i släktet Azorella och familjen flockblommiga växter.
Arten är en liten buske som förekommer i södra Argentina. Den beskrevs först av Antonio José Cavanilles, och fick sitt nu gällande namn av  Gregory M. Plunkett och Antoine N. Nicolas.